# حسن‌آباد (فسارود)
حسن‌آباد، روستایی در دهستان پاسخن بخش فسارود شهرستان داراب در استان فارس ایران است.

## جمعیت
بر پایه سرشماری عمومی نفوس و مسکن در سال ۱۳۹۵، جمعیت این روستا برابر با ۷۱۵ نفر (۲۲۱ خانوار) بوده است.